# Langsee (Kiel)

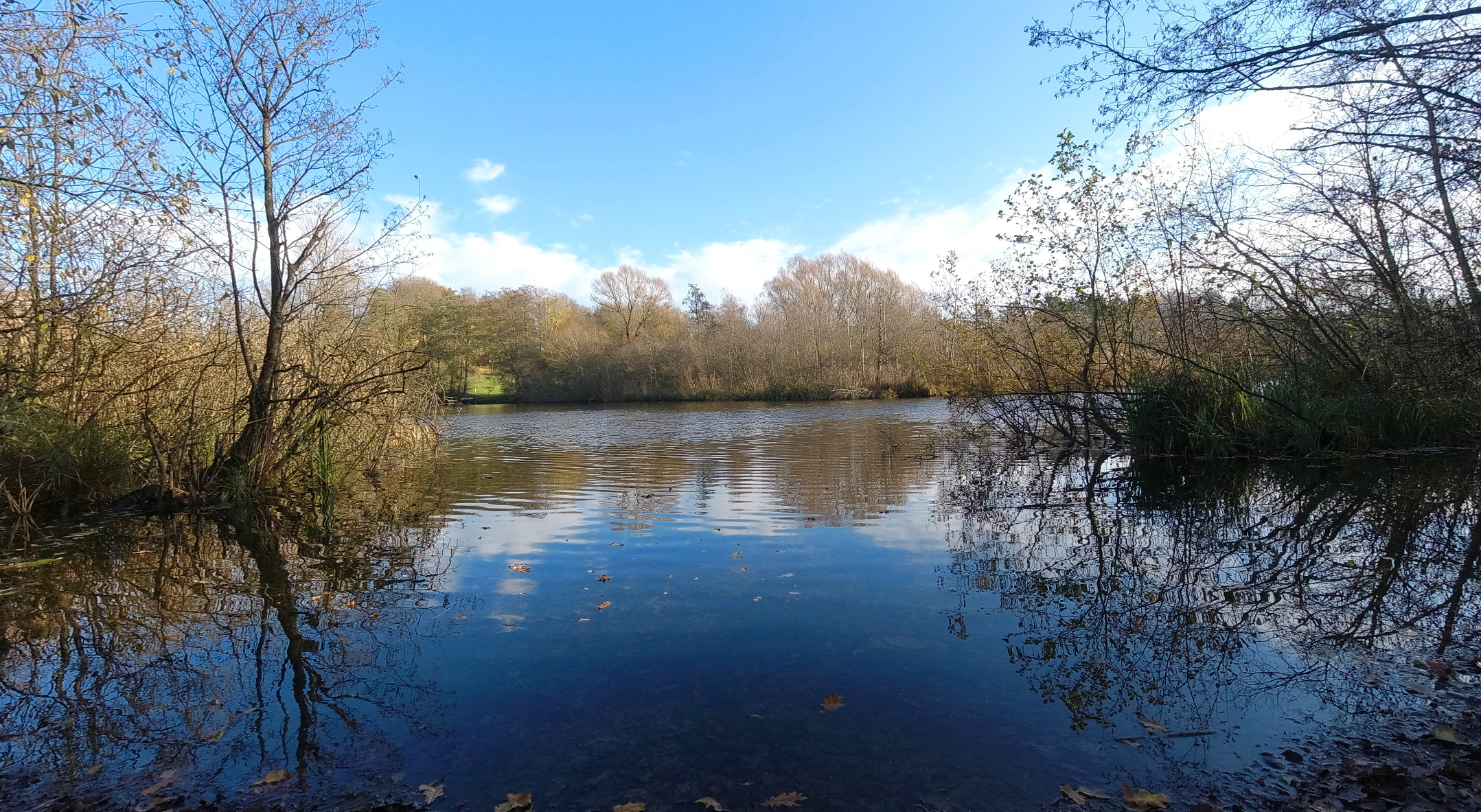
Langsee (2020) Blickrichtung: Preetzer Strasse

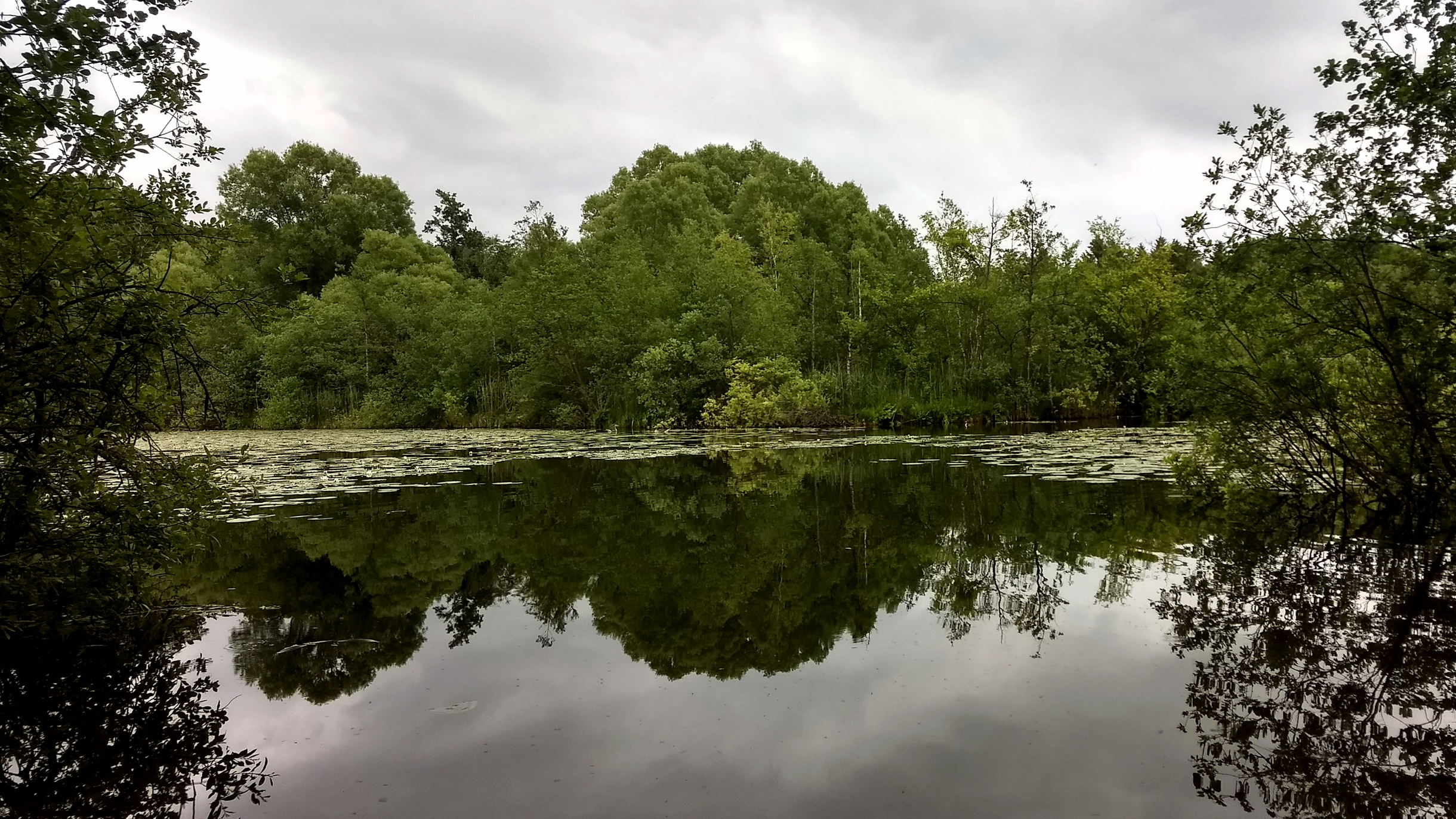
Langsee im Sommer (2021) Blickrichtung: Preetzer Strasse

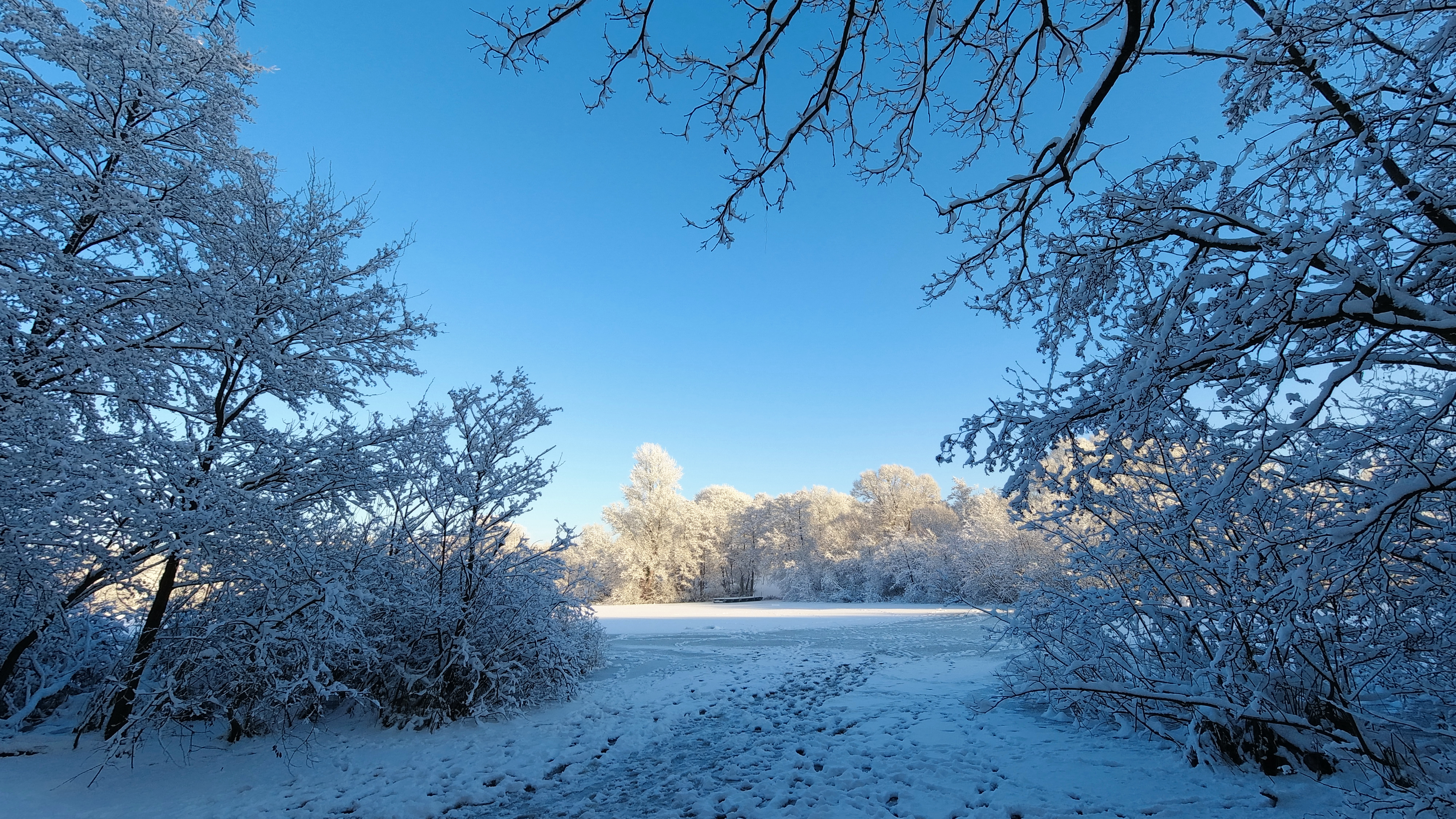
Langsee im Winter 2022 (Dez.2022) Blickrichtung: Preetzer Strasse

Der Langsee  ist ein 5,6 ha großer See im Stadtteil Gaarden-Süd und Kronsburg der schleswig-holsteinischen Landeshauptstadt Kiel. Er befindet sich zwischen den Stadtteilen Gaarden-Ost und Elmschenhagen. Angrenzend befinden sich Kleingärten. 